# Schwarzwaldbrücke
Die Schwarzwaldbrücke, auch bekannt als Rheinbrücke Bäumlihof, ist der meistbenutzte Rheinübergang in der Schweizer Stadt Basel. Sie ist das Herzstück der Autobahnverbindung zwischen der schweizerischen A2 und der deutschen A 5. Daneben dient sie auch dem lokalen Verkehr.

## Geschichte
Als sich die deutsche Nord-Süd-Autobahn von Hamburg und Frankfurt am Main der Schweiz näherte, begann man auch hier, sich Gedanken über die Aufnahme des daraus entstehenden Verkehrs zu machen. Die eidgenössischen Räte beschlossen darauf im Jahr 1960 den Bau eines Schweizerischen Nationalstrassennetzes und, als wohl eines der wichtigsten Elemente für den internationalen Transitverkehr, die Realisierung der damaligen Nationalstrasse N2 (heute A2) von Basel über Luzern und den Gotthard nach Chiasso.
Ab Mitte der 1960er-Jahre endete die Bundesautobahn 5 einige hundert Meter nördlich der Schweizer Grenze bei Weil-Friedlingen, und der Verkehr wurde provisorisch an die bestehenden Bundesstrassen angeschlossen. Für die Fortsetzung wurden zwei Varianten in Betracht gezogen: Eine äussere Osttangente führte durch das Naherholungsgebiet Lange Erlen und Birsfelden und eine innere als Stadtautobahn quer durch die Stadt Basel.
Nach langen, hitzigen und in einer breiten Öffentlichkeit ausgetragenen Auseinandersetzungen beschloss der Grosse Rat, der nicht einmal 6 Kilometer langen inneren Osttangente den Vorrang zu geben. Ausschlag dazu gab die näher dem Stadtzentrum verlaufende, den bestehenden Gleisanlagen der SBB und der Verbindungsbahn folgende Linienführung. Daneben erhoffte man sich auch, den innerstädtischen Verkehr mit vielen Anschlussbauwerken entlasten zu können.
Im Sommer 1966 begannen die Bauarbeiten an der Stadtautobahn.

## Brücke
Für den Bau der N2 musste eine neue Brücke über den Rhein geschlagen werden. Diese kam zwischen der Verbindungsbahnbrücke und der St.-Alban-Brücke zu liegen. Das neue Bauwerk war eine Fortsetzung der Schwarzwaldallee-Strasse und erhielt daher den Namen Schwarzwaldbrücke. Sie wies auch Spuren für den Lokalverkehr auf und machte daher die danebenliegende St.-Alban-Brücke überflüssig, welche 1973 abgebrochen wurde.
Die Bauarbeiten dauerten von 1970 bis 1973 und wurden von zehn an einem internationalen Submissionswettbewerb beteiligten Unternehmen ausgeführt.
Die zehnspurige, 47,7 Meter breite und 233,5 Meter lange Spannbetonbrücke weist zwei Pfeilergruppen mit je vier Pfeilern auf, hat eine mittlere Öffnung von 119 Meter und daran anschliessend eine Öffnung von 59,5 Meter (Kleinbaselseite) bzw. 55,2 Meter (Grossbaselseite).
Die Pfeiler wurden in offener Baugrube in der tragfähigen Molasse gegründet, und die Widerlager sind teilweise Bestandteil der anschliessenden Vorlandbrücken, welche für gewerbliche und wassersportliche Zwecke genutzt werden.
Von den zehn Spuren sind in der Mitte vier für die Autobahn reserviert und anschliessend nach aussen je drei für den lokalen, individuellen Stadtverkehr (Hauptstrasse 3/7). An den Brückenseiten befinden sich je ca. 3 Meter breite, erhöhte Trottoirs für den Fussgängerverkehr. Bei der Planung der Brücke wurden jedoch die unmotorisierten Zweiräder vergessen, dies musste nachträglich mit Farbmarkierungen korrigiert werden.
2025/26 wird die Brücke instand gesetzt und verstärkt, um den gestiegenen Belastungen durch den Verkehr gerecht zu werden.
Über die Schwarzwaldbrücke, eine der meistbefahrenen Autobahnstrecken der Schweiz, fliesst ein beträchtlicher Teil des Verkehrs entlang der Nord-Süd-Achse. Der durchschnittliche Verkehr werktags liegt bei 116’000 bis 127’000 Fahrzeugen pro Tag.